# Diocesi di Palencia

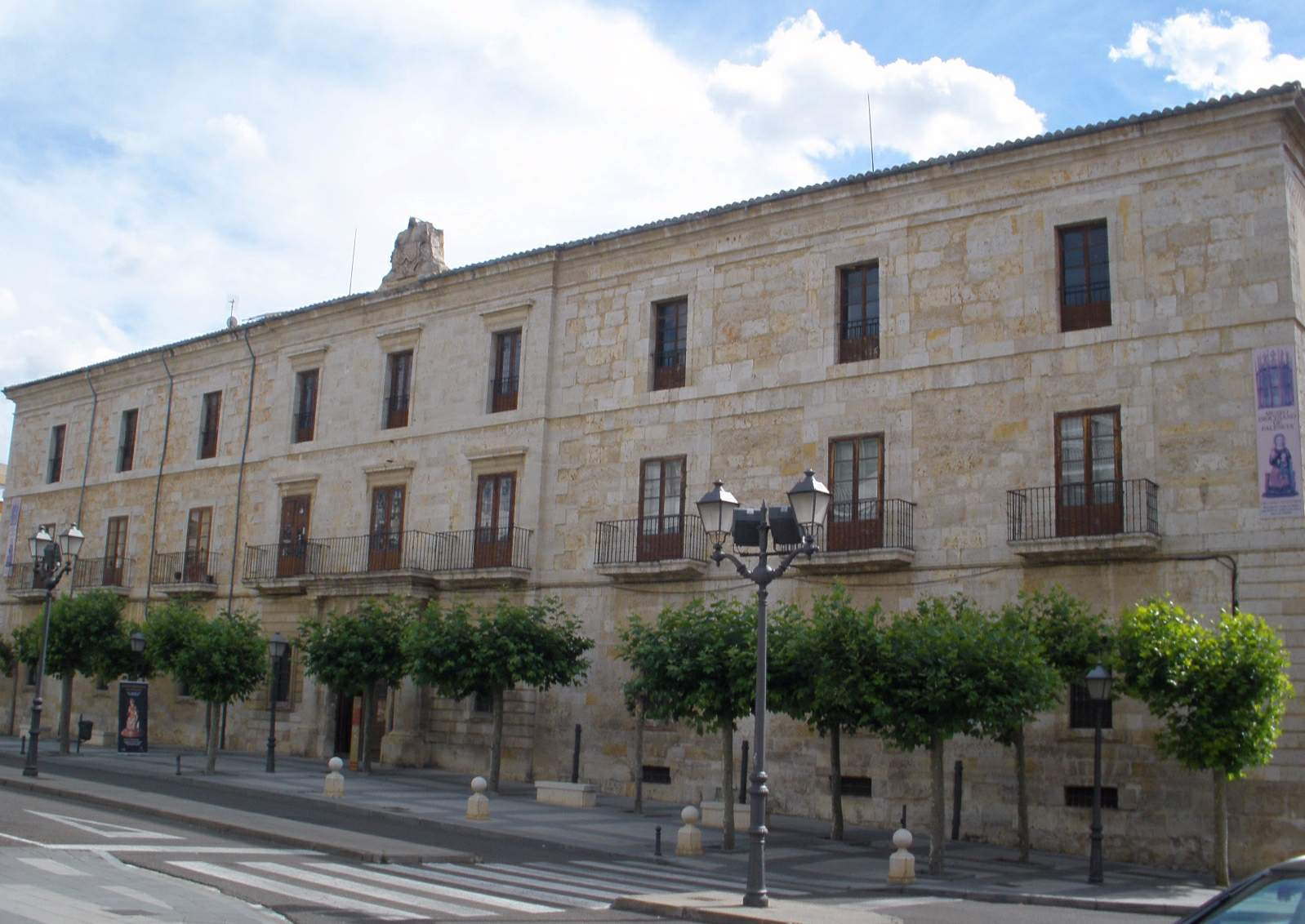
Il palazzo vescovile di Palencia.

La diocesi di Palencia (in latino Dioecesis Palentina) è una sede della Chiesa cattolica in Spagna suffraganea dell'arcidiocesi di Burgos. Nel 2023 contava 131.147 battezzati su 158.008 abitanti. È retta dal vescovo Mikel Garciandía Goñi.

## Territorio
La diocesi comprende la provincia di Palencia.
Sede vescovile è la città di Palencia, dove si trova la cattedrale di Sant'Antonino (Catedral de San Antolín de Palencia).
Il territorio è suddiviso in 470 parrocchie, raggruppate in 7 arcipresbiterati: Brezo, Camino de Santiago, Pisuerga Norte, Campos, Cerrato, Palencia, Valle.

## Storia
La città di Palencia fu distrutta nel 456 dal re visigoto Teodorico. È incerto se prima di questa distruzione Palencia fosse sede episcopale, mentre rimangono molte memorie dei vescovi dalla fine del VI secolo alla fine del VII secolo nei documenti dei concili di Toledo. In antichità la diocesi faceva parte inizialmente della provincia ecclesiastica di Cartagena e poi, verso la fine del VII secolo, di quella di Toledo.
In seguito all'invasione araba la diocesi fu soppressa per circa tre secoli, fino a quando, riconquistata la città da parte dei cristiani, fu ristabilita nel 1035.
I confini diocesani subirono delle variazioni il 29 dicembre 1059 e poi ancora il 25 settembre 1595, quando la diocesi cedette tre arcipresbiterati a vantaggio dell'erezione della diocesi di Valladolid (oggi arcidiocesi).
Tra il 1208 e il 1214 fu fondata a Palencia la prima università spagnola, che nel corso del XIII secolo sarà incorporata nell'università di Salamanca.
Il 13 dicembre 1584 fu inaugurato il seminario diocesano, che il 19 agosto 1769 fu trasferito nei locali del soppresso Collegio dei Padri gesuiti.
Nel corso del XVII secolo la diocesi è diventata suffraganea dell'arcidiocesi di Burgos.
Il 17 ottobre 1954 e il 22 novembre 1955, con due distinti decreti della Congregazione concistoriale, sono stati rivisti i confini della diocesi per farli coincidere con quelli della provincia civile, in applicazione del concordato tra la Santa Sede e il governo spagnolo del 1953. Il territorio della diocesi di Palencia ha subito notevoli modifiche, a causa della cessione di 89 parrocchie all'arcidiocesi di Valladolid e di molte altre passate all'arcidiocesi di Burgos e alle diocesi di Santander e di León; e per l'acquisizione di 157 parrocchie dalla stessa diocesi di León e di altre 68 dall'arcidiocesi di Burgos.

## Cronotassi dei vescovi
Si omettono i periodi di sede vacante non superiori ai 2 anni o non storicamente accertati.
- Nestor ? † (I secolo)
- Pastor † (V secolo)
- Murila † (menzionato nel 589)[5]
- Conancio † (prima del 610 - circa 639 deceduto)[5]
- Ascario † (menzionato nel 653)[5]
- Concordio † (prima del 675 - dopo il 688)[5]
- Basualdo † (menzionato nel 693)[5]
  - Sede soppressa
- Ponce † (1035)
- Bernardo † (1035 - 1040 deceduto)
- Miro † (1040 - 1062 deceduto)
- Bernardo II † (1062 - 1085 deceduto)
- Raimundo † (1085 - 1110 deceduto)
- Pedro de Ajen † (1110 - 1139)
- Pedro II † (1139 - 1148 deceduto)
- Raimundo II † (1148 - circa 1184 deceduto)
- Anderico † (1184 - 1208 deceduto)
- Adán † (1208 - 1212)
- Tello Téllez de Meneses † (1212 - 1247)
- Rodrigo † (1247 - 1254)
- Pedro III † (1254 - 1256)
- Fernando † (1256 - 1265)
- Alonso García † (1266 - 1276)
- Tello † (1276 - 1278)
- Juan Alonso † (1278 - 1293 deceduto)
- Munio de Zamora, O.P. † (1294 - 11 luglio 1296 dimesso)
- Álvaro Carrillo † (18 marzo 1297 - 1305 deceduto)
- Pedro de Pedio † (4 giugno 1306 - 1307 deceduto)
- Gerardo Domínguez † (16 settembre 1307 - 30 aprile 1313 nominato arcivescovo di Évora)
- Gómez Peláez † (30 aprile 1313 - 1320)
- Juan Fernández de Limia † (1321 - 26 ottobre 1330 nominato arcivescovo di Santiago di Compostela)
- Juan de Saavedra † (26 ottobre 1330 - 1342 deceduto)
- Pedro IV † (18 luglio 1342 - 12 settembre 1343 nominato arcivescovo di Santiago di Compostela)
- Vasco Fernández de Toledo † (12 settembre 1343 - 17 giugno 1353 nominato arcivescovo di Toledo)
- Reginaldo de Maubernard † (17 giugno 1353 - 20 giugno 1356 nominato vescovo di Lisbona)
- Gautier Gómez de Luna † (27 febbraio 1357 - 1381 dimesso)
- Alfonso † (16 settembre 1381 - dopo il 17 marzo 1382 deceduto)[6]
- Juan de Castromocho † (29 ottobre 1382 - marzo 1397 deceduto)[6]
- Pedro V ? †[7]
- Sancho de Rojas † (prima del 1401[6] - 26 giugno 1415 nominato arcivescovo di Toledo)
- Alfonso de Argüello † (19 agosto 1415 - 7 giugno 1417 nominato vescovo di Sigüenza)
- Rodrigo de Velasco † (7 giugno 1417 - 1426 deceduto)
- Gutierre Álvarez de Toledo † (2 luglio 1426 - 12 maggio 1439 nominato arcivescovo di Siviglia)
- Pedro de Castilla de Eril † (6 aprile 1440 - 27 aprile 1461 deceduto)
- Gutierre de la Cueva † (19 ottobre 1461 - 1469 deceduto)
- Rodrigo Sánchez de Arévalo † (6 ottobre 1469 - 1470 deceduto)
- Diego Hurtado de Mendoza y Quiñones † (13 febbraio 1470 - 29 agosto 1485 nominato arcivescovo di Siviglia)
- Alfonso de Burgos, O.P. † (26 agosto 1485 - novembre 1499 deceduto)
- Diego de Deza, O.P. † (7 febbraio 1500 - 30 ottobre 1504 nominato arcivescovo di Siviglia)
- Juan Rodríguez de Fonseca † (4 novembre 1504 - 5 luglio 1514 nominato vescovo di Burgos)
- Juan Fernández Velasco † (22 luglio 1514 - 1520 deceduto
- Pedro Ruiz de la Mota, O.S.B. † (4 luglio 1520 - 1522 deceduto)
- Antonio de Rojas Manrique † (11 maggio 1524 - 3 luglio 1525 nominato vescovo di Burgos)
- Pedro Gómez Sarmiento de Villandrando † (3 luglio 1525 - 8 giugno 1534 nominato arcivescovo di Santiago di Compostela)
- Francisco Mendoza † (18 gennaio 1534 - 29 marzo 1536 deceduto)
- Luis Cabeza de Vaca † (14 aprile 1537 - 22 novembre 1550 deceduto)
- Pedro de la Gasca † (6 aprile 1551 - 2 giugno 1561 nominato vescovo di Sigüenza)
- Cristóbal Fernández Valtodano † (2 giugno 1561 - 20 febbraio 1570 nominato arcivescovo di Santiago di Compostela)
- Juan Ramírez Zapata de Cárdenas † (18 febbraio 1570 - 1577 deceduto)
- Álvaro Hurtado de Mendoza y Sarmiento † (11 settembre 1577 - 19 aprile 1586 deceduto)
- Fernando Miguel de Prado † (17 agosto 1587 - 5 maggio 1594 deceduto)
  - Sede vacante (1594-1597)
- Martín Aspi Sierra † (24 maggio 1597 - 1607 deceduto)
- Felipe Tassis de Acuña, O.S.Iacobi † (11 febbraio 1608 - 24 febbraio 1616 nominato arcivescovo di Granada)
- José González Díez, O.P. † (29 febbraio 1616 - 28 luglio 1625 nominato vescovo di Pamplona)
- Miguel Ayala † (18 agosto 1625 - 5 maggio 1628 nominato vescovo di Calahorra e La Calzada)
- Fernando de Andrade y Sotomayor † (29 maggio 1628 - 10 novembre 1631 nominato arcivescovo di Burgos)
- Cristóbal Guzmán Santoyo † (6 giugno 1633 - 17 novembre 1656 deceduto)
- Antonio de Estrada Manrique, O.F.M. † (18 giugno 1657 - prima del 17 agosto 1658 deceduto)
- Enrique de Peralta y Cárdenas † (13 gennaio 1659 - 13 aprile 1665 nominato arcivescovo di Burgos)[8]
- Gonzalo Bravo de Grájera † (27 giugno 1665 - 28 settembre 1671 nominato vescovo di Coria)
- Juan del Molino Navarrete, O.F.M. † (8 febbraio 1672 - 1º gennaio 1685 deceduto)[9]
- Antonio Lorenzo de Pedraza, O.M. † (9 luglio 1685 - 16 febbraio 1711 deceduto)
  - Sede vacante (1711-1713)
- Esteban Bellido Guevara † (18 settembre 1713 - 1º gennaio 1717 deceduto)
- Francisco Ochoa Mendarozqueta y Arzamendi † (12 luglio 1717 - 25 dicembre 1732 deceduto)
- Bartolomé San Martín Orive † (2 dicembre 1733 - 1740 deceduto)
- José Morales Blanco † (3 luglio 1741 - 29 maggio 1745 deceduto)
- José Ignacio Rodríguez Cornejo † (15 dicembre 1745 - 23 febbraio 1750 nominato vescovo di Plasencia)
- Andrés Bustamante † (16 marzo 1750 - 4 novembre 1764 deceduto)
- José Cayetano Loazes Somoza † (5 giugno 1765 - 17 ottobre 1769 deceduto)
- Juan Manuel Argüelles † (12 marzo 1770 - 26 giugno 1779 deceduto)
- José Luis Mollinedo † (18 settembre 1780 - 6 novembre 1800 deceduto)
- Buenaventura Moyano Rodríguez † (23 febbraio 1801 - 7 settembre 1802 deceduto)
- Francisco Javier Almonacid † (16 maggio 1803 - 13 settembre 1821 deceduto)
- Narciso Coll y Prat † (19 aprile 1822 - 30 dicembre 1822 deceduto)
- Juan Francisco Martínez Castrillón † (27 settembre 1824 - 23 giugno 1828 nominato vescovo di Malaga)
- José Asensio Ocón y Toledo † (15 dicembre 1828 - 24 febbraio 1832 nominato vescovo di Teruel)
- Carlos Laborda Clau † (24 febbraio 1832 - 11 febbraio 1853 deceduto)
- Jerónimo Fernández Andrés † (22 dicembre 1853 - 23 marzo 1865 deceduto)
- Juan Lozano Torreira † (8 gennaio 1866 - 4 luglio 1891 deceduto)
- Enrique Almaraz y Santos † (19 gennaio 1893 - 18 aprile 1907 nominato arcivescovo di Siviglia)
- Valentín García y Barros † (18 aprile 1907 - 10 dicembre 1914 dimesso[10])
- Ramón Barberá y Boada † (28 maggio 1914 - 11 settembre 1924 deceduto)
- Agustín Parrado y García † (20 maggio 1925 - 4 aprile 1934 nominato arcivescovo di Granada)
- San Manuel González García † (5 agosto 1935 - 4 gennaio 1940 deceduto)
  - Sede vacante (1940-1943)
- Francisco Javier Lauzurica y Torralba † (10 giugno 1943 - 8 aprile 1949 nominato vescovo di Oviedo)
- José Souto Vizoso † (11 luglio 1949 - 31 marzo 1970 ritirato[11])
- Anastasio Granados García † (31 marzo 1970 - 13 febbraio 1978 deceduto)
- Nicolás Antonio Castellanos Franco, O.S.A. † (27 luglio 1978 - 4 settembre 1991 dimesso)
- Ricardo Blázquez Pérez (26 maggio 1992 - 8 settembre 1995 nominato vescovo di Bilbao)
- Rafael Palmero Ramos † (9 gennaio 1996 - 26 novembre 2005 nominato vescovo di Orihuela-Alicante)
- José Ignacio Munilla Aguirre (24 giugno 2006 - 21 novembre 2009 nominato vescovo di San Sebastián)
- Esteban Escudero Torres † (9 luglio 2010 - 7 maggio 2015 nominato vescovo ausiliare di Valencia[12])
- Manuel Herrero Fernández, O.S.A. (26 aprile 2016 - 31 ottobre 2023 ritirato)
- Mikel Garciandía Goñi, dal 31 ottobre 2023

## Statistiche
La diocesi nel 2023 su una popolazione di 158.008 persone contava 131.147 battezzati, corrispondenti all'83,0% del totale.
| anno | popolazione | popolazione | popolazione | presbiteri | presbiteri | presbiteri | presbiteri                | diaconi | religiosi | religiosi | parrocchie |
| anno | battezzati  | totale      | %           | numero     | secolari   | regolari   | battezzati per presbitero | diaconi | uomini    | donne     | parrocchie |
| ---- | ----------- | ----------- | ----------- | ---------- | ---------- | ---------- | ------------------------- | ------- | --------- | --------- | ---------- |
| 1950 | 260.000     | 260.000     | 100,0       | 449        | 430        | 19         | 579                       |         | 334       | 870       | 350        |
| 1969 | 240.908     | 241.033     | 99,9        | 537        | 385        | 152        | 448                       |         | 272       | 1.108     | 253        |
| 1980 | 189.333     | 192.102     | 98,6        | 461        | 319        | 142        | 410                       |         | 323       | 1.003     | 468        |
| 1990 | 186.000     | 190.010     | 97,9        | 413        | 294        | 119        | 450                       |         | 279       | 992       | 468        |
| 1999 | 178.700     | 180.571     | 99,0        | 391        | 285        | 106        | 457                       |         | 190       | 769       | 455        |
| 2000 | 178.700     | 180.571     | 99,0        | 363        | 260        | 103        | 492                       |         | 295       | 765       | 455        |
| 2001 | 177.670     | 179.465     | 99,0        | 340        | 257        | 83         | 522                       |         | 291       | 736       | 455        |
| 2002 | 173.798     | 177.345     | 98,0        | 335        | 253        | 82         | 518                       |         | 157       | 534       | 455        |
| 2003 | 168.918     | 174.143     | 97,0        | 342        | 256        | 86         | 493                       |         | 193       | 512       | 455        |
| 2004 | 174.471     | 177.128     | 98,5        | 335        | 252        | 83         | 520                       | 1       | 180       | 509       | 455        |
| 2013 | 165.290     | 173.990     | 95,0        | 299        | 223        | 76         | 552                       | 1       | 152       | 643       | 456        |
| 2016 | 162.000     | 170.000     | 95,3        | 286        | 221        | 65         | 566                       | 1       | 165       | 580       | 456        |
| 2019 | 150.541     | 162.035     | 92,9        | 253        | 187        | 66         | 595                       | 1       | 180       | 534       | 456        |
| 2021 | 141.082     | 160.321     | 88,0        | 233        | 167        | 66         | 605                       | 1       | 108       | 493       | 470        |
| 2023 | 131.147     | 158.008     | 83,0        | 222        | 156        | 66         | 590                       | 1       | 109       | 458       | 470        |